# Močenok
Močenok (slowakisch August 1951–1991 Sládečkovce, 1948–1951 Mučeníky, bis 1927 Močonok oder Močonek; deutsch Motschenok, ungarisch Mocsonok) ist eine Gemeinde in der Westslowakei.

## Geografie
Sie liegt im Nitrianska pahorkatina (Nitra-Hügelland), einem Teil des Donauhügellands. Größere Städte in der Umgebung sind Nitra (etwa 20 km nordöstlich) und Šaľa (etwa 10 km südwestlich). Zur Gemeinde zählt neben dem Hauptort auch der südlich des Hauptortes liegende Ort Gorazdov.

## Geschichte
Zum ersten Mal schriftlich erwähnt wurde der Ort 1113 als villa Missenic.
1951 wurde der Ort aus nationalpolitischen Gründen zu Ehren von Michal Sládeček, einem bei einem Streik von Landarbeitern auf dem Gutshof Hrúšťov verletzten und in der Folge verstorbenen Landarbeiter in Sládečkovce umbenannt, dies wurde 1991 wieder rückgängig gemacht.
1975–1990 war der sich nördlich anschließende Nachbarort Horná Kráľová ein Teil der Gemeinde.

## Bevölkerung
| Jahr                | 1994 | 2004    | 2014    | 2024    |
| ------------------- | ---- | ------- | ------- | ------- |
| Anzahl der Personen | 4246 | 4319    | 4288    | 4306    |
| Unterschied         |      | +1,71 % | −0,71 % | +0,41 % |

| Jahr                | 2023 | 2024    |
| ------------------- | ---- | ------- |
| Anzahl der Personen | 4316 | 4306    |
| Unterschied         |      | −0,23 % |

## Sehenswürdigkeiten
Sehenswürdigkeiten in der Gemeinde sind ein klassizistisches Kastell aus dem Jahr 1850, die Pfarrkirche des Hl. Kliment von 1765 (unter Denkmalschutz), die Heiligenkreuzkapelle (1627), der Kalvarienberg mit einer Kapelle (1852) und ein Kloster (1897).